# Tyrkisk peber
Tyrkisk peber (en danès, literalment «pebre turc», sovint anomenat Turkinpippuri en finès, Türkisch Pfeffer en alemany, Tyrkisk pepper en noruec i Turkisk peppar en suec) és un caramel de regalèssia lleugerament salat aromatitzat amb clorur d'amoni, produït per l'empresa finlandesa Fazer i popular al nord d'Europa. Tyrkisk peber va ser inventat originalment per Per Fjelsten l'any 1976 a Jutlàndia, i va ser fabricat originalment per l'empresa danesa Perelly, abans que l'empresa fos adquirida per Fazer.

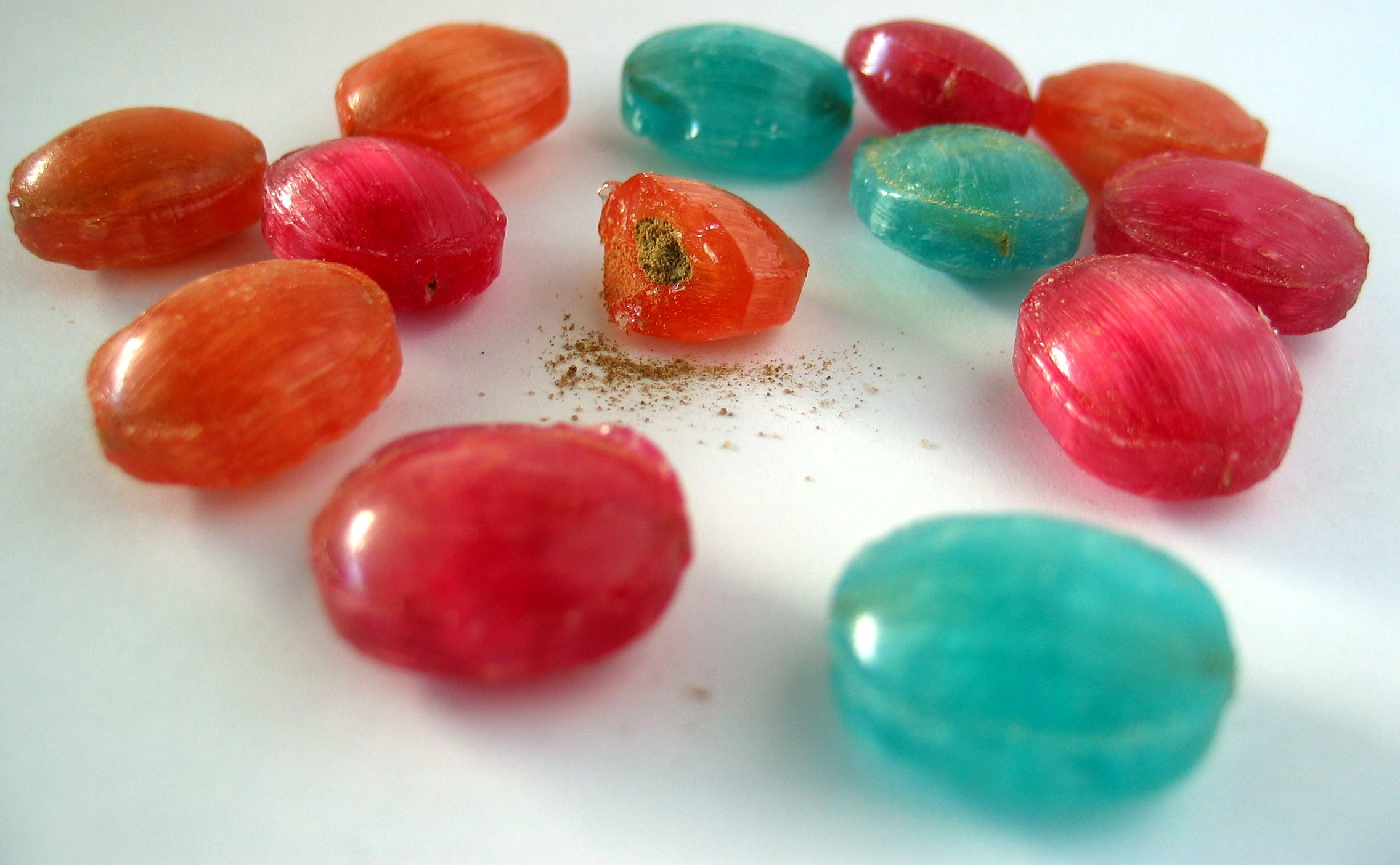
Tyrkisk peber de diferents sabors

El caramel original és una closca rodona tant recoberta com plena de pols de clorur d'amoni. Es ven en paquets i hi ha variants en forma de piruleta, pega dolça farcida o gelat.
Tyrkisk peber s'utilitza per fer el còctel finlandès Salmiakki Koskenkorva i en còctels escandinaus similars. Quan Perelly fabricava tyrkisk peber, també estava disponible com a pols que s'utilitzava sovint per fer un còctel conegut a Dinamarca com a sorte svin, små grå, hot shot o lakridsshot, a Suècia com a lakritsshot i a Noruega com a tyrker, små grå o lakrisshot.
Tyrkisk peber és higroscòpic, i si es deixa en una bossa sense tancar absorbirà la humitat de l'aire i s'enganxarà al cap d'uns dies.